# Mösuptjärnen
Mösuptjärnen är en sjö i Lycksele kommun i Lappland och ingår i Umeälvens huvudavrinningsområde. Sjön har en area på 0,0746 kvadratkilometer och ligger 248,3 meter över havet. Mösuptjärnen ligger i Vindelälven Natura 2000-område. Sjön avvattnas av vattendraget Mösupbäcken.

## Delavrinningsområde
Mösuptjärnen ingår i det delavrinningsområde (720101-162656) som SMHI kallar för Inloppet i Åtjärnen. Medelhöjden är 301 meter över havet och ytan är 12,89 kvadratkilometer. Räknas de 6 avrinningsområdena uppströms in blir den ackumulerade arean 56,13 kvadratkilometer. Mösupbäcken som avvattnar avrinningsområdet har biflödesordning 4, vilket innebär att vattnet flödar genom totalt 4 vattendrag innan det når havet efter 202 kilometer. Avrinningsområdet består mestadels av skog (94 procent). Avrinningsområdet har 0,07 kvadratkilometer vattenytor vilket ger det en sjöprocent på 0,6 procent.